# نيل مكمان
نيل مكمان (بالإنجليزية: Neil McMahon)‏ (1949، شيكاغو في الولايات المتحدة)؛ روائي أمريكي.